# جاها و یادمان‌های تاریخی جنوبگان
جا یا یادمان تاریخی در جنوبگان، یک جا یا یادمان حفاظت‌شده با جاذبه تاریخی در قاره جنوبگان یا آبخوست‌های اطراف آن است. فهرست جاها و یادمان‌های تاریخی جنوبگان نخستین‌بار در سال ۱۹۷۲ (میلادی) و آخرین آن در سال ۲۰۱۵ (میلادی) منتشر شد که ۹۲ جا را در بر می‌گرفت. ۵ جا به دلایل گوناگون از فهرست حذف شدند.
بر پایه سیستم پیمان جنوبگان، جاها و یادمان‌های تاریخی جنوبگان یکی از سه دسته منطقه حفاظت‌شده جنوبگان هستند.

## سنجه‌ها
سنجه‌های بایسته برای انگاشتن یک جا یا یادمان در زیر آمده‌اند. یک جا یا یادمان باید دست‌کم یکی از این سنجه‌ها را داشته باشد.
1. رویداد تاریخی ویژه در آنجا رخ داده باشد؛
2. در ارتباط با یک شخص مهم در تاریخ جنوبگان باشد؛
3. در ارتباط با شاهکار چشم‌گیری از یک دستاورد یا پایداری باشد؛
4. نشانگر کنش مهمی در توسعه و شناخت جنوبگان باشد؛
5. ساخت آن دارای اهمیت ذاتی فنی، تاریخی، فرهنگی، یا معماری باشد؛
6. پتانسیل آموزشی درباره "کنش‌های انسانی مهم" در جنوبگان داشته باشد؛ یا
7. ارزش نماین یا یادواره‌ای برای مردم کشورهای گوناگون داشته باشد.